# Parc de Beauregard
Ne doit pas être confondu avec Parc de Beauregard-Quincé.
Le parc de Beauregard est un parc de 7 hectares situé au nord-ouest de Rennes, le long du mail Emmanuel Le Ray.
Le parc a été dessiné par l’agence Hyl. On y trouve notamment le fonds régional d'art contemporain Bretagne (FRAC Bretagne) et l’alignement du XXIe siècle d’Aurélie Nemours. Son créateur David Boeno a lié le parc au thème de l'astronomie, avec notamment des dispositifs solaires.
La fête du quartier Beauregard s’y déroule depuis 2003, organisée par l'association Vivre à Beauregard.

## Situation
Le parc est situé au nord-ouest de la ville, dans le quartier Beauregard. Il forme un rectangle long de plus de 600 m et 100 m de large, délimité à l'ouest par l'avenue André Malraux et à l'est par l'avenue André Mussat. Le parc présente un dénivelé dans sa longueur, offrant un belvédère culminant à 53 m de haut, qui offre un point de vue sur le nord de la ville de Rennes.

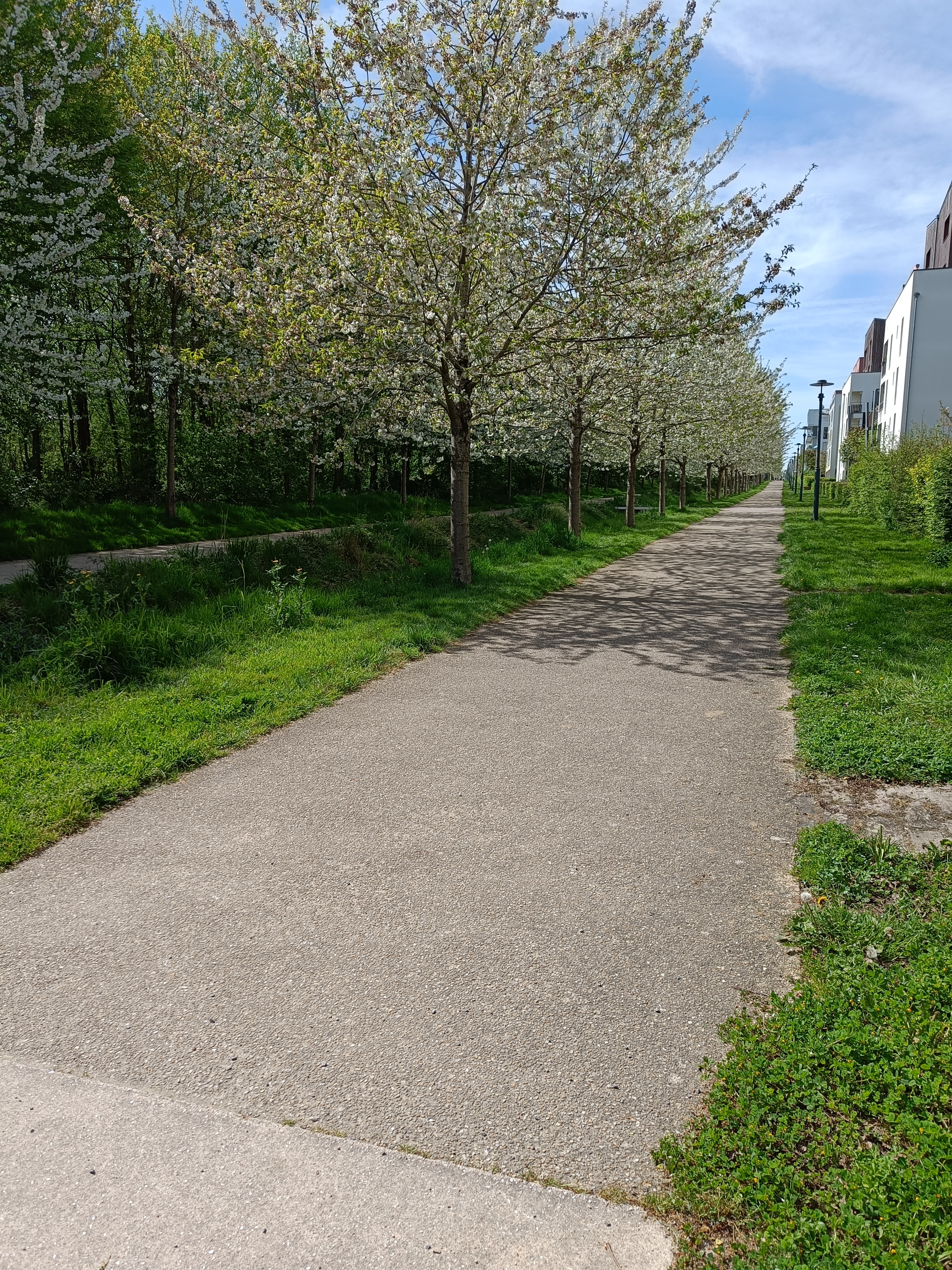
Promenade Louis Chouinard bordant le parc de Beauregard

La promenade Louis Chouinard et le mail Emmanuel Le Ray borde respectivement les côtés Nord et Sud du parc. Ces deux chemins ouverts aux mobilités douces offrent de multiples entrées de chaque côté du parc et dessert les différentes rues résidentielles qui bordent le parc.
Enclavé dans un quartier très résidentiel, le parc est desservi par les lignes de bus C4, 12 et 14, via de multiples arrêts : Parc de Beauregard, Malraux, Cucillé, Dulac. Une station de vélo en libre service est également disponible au sud du parc, à Cucillé.

## Historique
Le parc de Beauregard ouvre en 2002, ce qui en fait le premier parc de Rennes créé au XXIe siècle. Il faisait partie intégrante du quartier Beauregard dans l'aménagement lancé en 1993.

## Aménagements
Le parc est conçu par David Boeno comme une succession de terrasses, qui s'étend sur 6 hectares,. 
Les deux promenades bordant le parc sont agrémentées de rangées de cerisiers à fleurs blanches.
Le thème du solaire est très présent : un cadran solaire est disposé sur la Maison du parc ainsi que d'un dispositif au sol dans sa partie centrale, qui permet de lire l'heure. L'alignement du XXIe siècle présent plus à l'est contribue également à ce thème, avec un alignement rappelant les alignements mégalithique,,.
Des appareils de fitness sont en libre service au centre du parc.

### Partie Ouest
Tout en haut du parc, la Maison du parc accueille la société d'Astronomie de Rennes.

### Partie Est
En contrebas du parc, deux équipements d'art contemporain sont installés :
- l'alignement du XXIe siècle, une œuvre conçue par l'artiste Aurélie Nemours et inaugurée en 2006 ;
- le fonds régional d'art contemporain de Bretagne, qui déménage de Châteaugiron dans un bâtiment jouxtant l’œuvre de Nemours et conçu par Odile Decq, inauguré en 2012[7].

À l'extrémité sud-est réside également Le Cadran, la maison de quartier de Beauregard, inauguré en 2014.

## Galerie

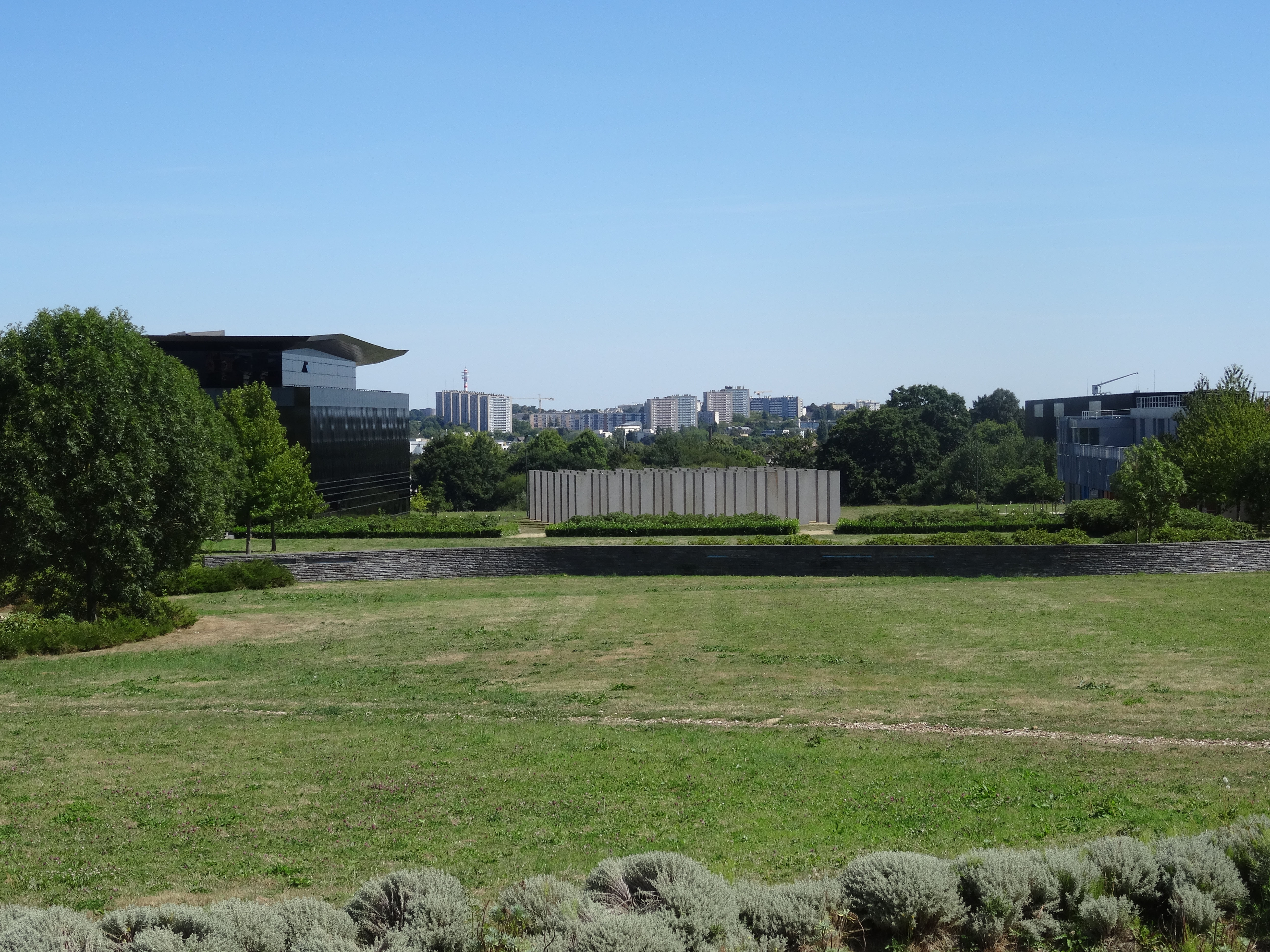
Le parc de Beauregard, à l'arrière-plan les tours du Gros-Chêne.
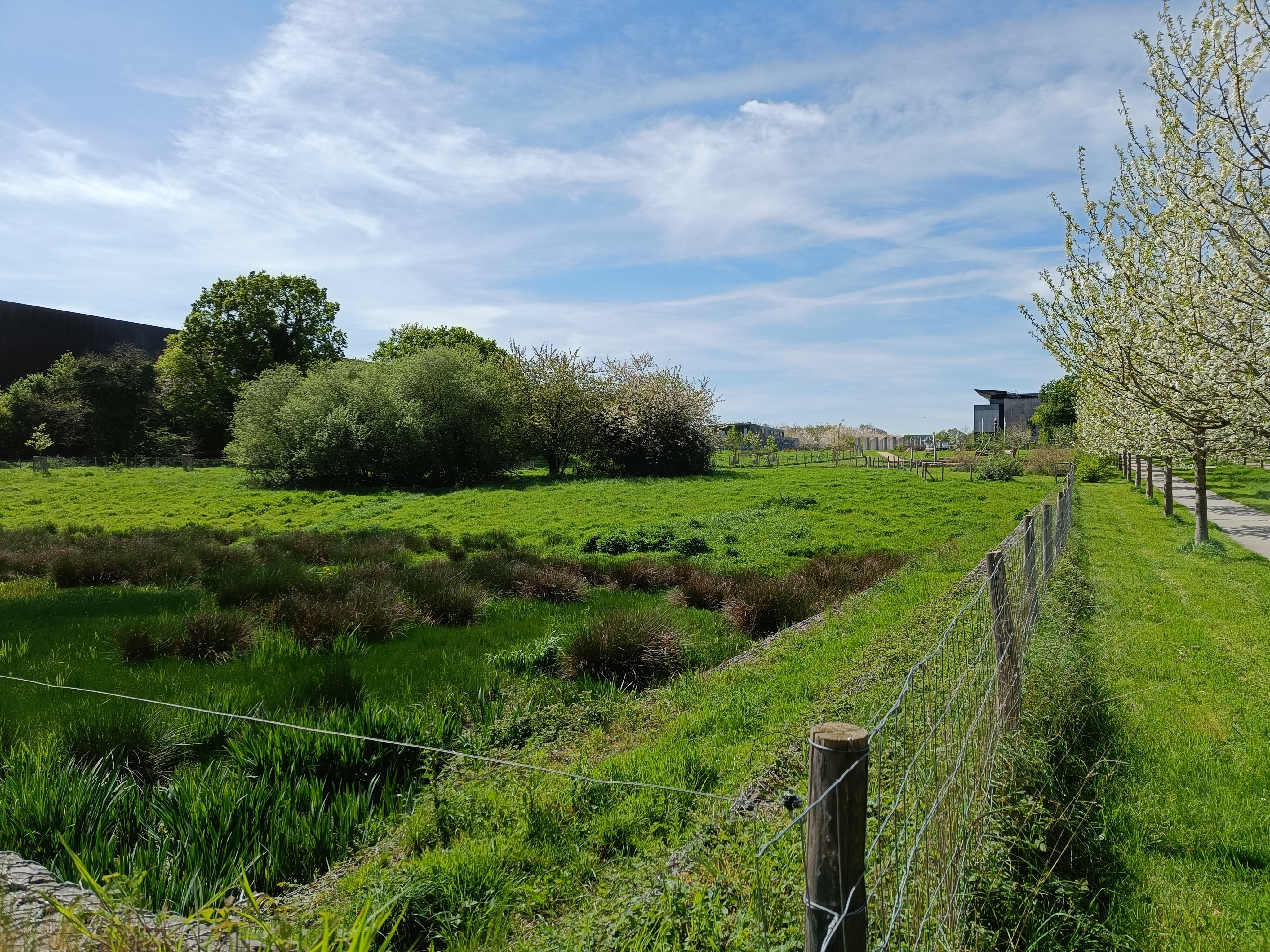
Vue du bas du parc de Beauregard de Rennes la depuis rue Jacques Leonard